# Einzel (Gehöft)
Einzel ist der Eigenname von diversen Gehöften in Nordostoberfranken.
Der Begriff Einzel (in der Mundart: Anzing) charakterisiert eine Siedlungsform. Die Bezeichnung hat sich für Gehöfte überliefert, für Einzelsiedlungen oder Ortsteile.
Beispiele:
- Einzel an der Kirchenlamitzerstraße, Ortsteil der Gemeinde Weißdorf, Landkreis Hof, Bayern
- Einzel am Wald, Ortsteil der Stadt Münchberg, Landkreis Hof, Bayern
- Einzel bei Wulmersreuth, Ortsteil der Gemeinde Weißdorf, Landkreis Hof, Bayern
- Untere Einzel, Ortsteil der Stadt Münchberg, Landkreis Hof, Bayern

Nach Günther von Geldern-Crispendorf ist eine späte mittelalterliche Besiedlung als Einzelhof charakteristisch für die Region, wonach in dem zunehmend dichter besiedelten Raum nur noch einzelne Siedler Teile des verbliebenen Allmende-Waldes roden konnten. Streusiedlungen mit Einzelhöfen gelten als gängige Siedlungsform der lokalen Walpoten.